# Detroit Stories
Detroit Stories es el vigésimo primer álbum de estudio en la carrera como solista del músico estadounidense de rock Alice Cooper, lanzado al mercado el 26 de febrero de 2021 por el sello Earmusic y con producción de Bob Ezrin. El álbum supone una vuelta a los orígenes de Cooper y un homenaje al sonido tradicional del hard rock de Detroit, con canciones que emanan cierta nostalgia.

## Listado de canciones
| Listado de canciones de Detroit Stories |                                                            |          |  |
| N.º                                     | Título                                                     | Duración |  |
| 1.                                      | «Rock & Roll» (The Velvet Underground cover)               | 4:43     |  |
| 2.                                      | «Go Man Go»                                                | 2:40     |  |
| 3.                                      | «Our Love Will Change the World» (Outrageous Cherry cover) | 3:39     |  |
| 4.                                      | «Social Debris»                                            | 3:05     |  |
| 5.                                      | «$1000 High Heel Shoes»                                    | 3:29     |  |
| 6.                                      | «Hail Mary»                                                | 3:15     |  |
| 7.                                      | «Detroit City 2021»                                        | 3:20     |  |
| 8.                                      | «Drunk and in Love»                                        | 3:52     |  |
| 9.                                      | «Independence Dave»                                        | 2:57     |  |
| 10.                                     | «I Hate You»                                               | 2:34     |  |
| 11.                                     | «Wonderful World»                                          | 3:20     |  |
| 12.                                     | «Sister Anne» (MC5 cover)                                  | 4:47     |  |
| 13.                                     | «Hanging On by a Thread (Don't Give Up)»                   | 3:36     |  |
| 14.                                     | «Shut Up and Rock»                                         | 2:09     |  |
| 15.                                     | «East Side Story» (Bob Seger & The Last Heard cover)       | 2:52     |  |

## Personal
- Alice Cooper – voz (todas las pistas), coros (pistas 1, 7), arpa (pistas 8, 12)
- Michael Bruce – guitarra (pistas 4, 10), voz (pista 10)
- Dennis Dunaway – bajo (pistas 4, 10), guitarra (pista 10), voz (pista 10)
- Neal Smith – batería (pista 4, 10), voz (pista 10)
- Bob Ezrin – órgano(pista 1), cencerro (pista 1), percusión (pistas 2, 6), piano (pistas 3, 15), coros (pistas 1, 2, 3, 6, 7, 11, 13, 15), programación (pista 13), teclados (pista 13)
- Johnny "Bee" Bedanjek – batería (pistas 1, 2, 3, 5, 6, 7, 8, 9, 11, 12, 13, 15), coros (pista 1)
- Garret Bielaniec – guitarra (pistas 1, 2, 3, 5, 6, 7, 8, 9, 11, 12, 13, 14, 15)
- Tommy Henriksen – guitarra (pistas 2, 3, 4, 6, 7, 9, 11, 13, 14, 15), percusión (pistas 3, 4, 11, 15), coros (pistas 2, 3, 4, 6, 7, 9, 11, 13, 14, 15), programación (pistas 10, 13)
- Wayne Kramer – guitarra (pistas 2, 3, 5, 6, 7, 9, 11, 12, 13, 15), coros (pistas 1, 12)
- Paul Randolph – bajo (pistas 1, 2, 3, 5, 6, 7, 8, 9, 11, 12–13, 15), coros (pistas 1, 12)
- Joe Bonamassa – guitarra (pistas 1, 8)
- Mark Farner – guitarra (pistas 2, 6, 7, 12), coros (pistas 12)
- Steve Hunter – guitarra (pista 1), guitarra solista (pista 13)
- Tommy Denander – guitarra (pistas 11, 14), teclados (pistas 11, 13)
- Steven Crayn – guitarra solista (pista 4)
- Matthew Smith – guitarra (pista 13)
- Rick Tedesco – guitarra (pistas 4, 10)
- Jimmy Lee Sloas – bajo (pista 14)
- Larry Mullen Jr – batería (pista 14)
- Calico Cooper – coros (pistas 1, 3, 15)
- Sheryl Cooper – coros (pistas 1, 3, 15)
- James Shelton – órgano (pistas 1, 5)
- Carla Camarillo – coros (pistas 5, 9)
- Camille Sledge – coros (pista 5)
- Debra Sledge – coros (pista 5)
- Tanya Thillet – coros (pista 5)
- Keith Kaminski – saxofón (pista 5)
- John Rutherford – trombón (pista 5)
- Walter White – trompeta (pista 5)

## Rendimiento en listas
| Chart (2021)                            | Peak posición |
| --------------------------------------- | ------------- |
| Australia (ARIA)                        | 3             |
| Austria (Ö3 Austria)                    | 3             |
| Bélgica (Ultratop flamenca)             | 17            |
| Bélgica (Ultratop valona)               | 7             |
| Canadá (Billboard Canadian Albums)      | 56            |
| República Checa (ČNS IFPI)              | 27            |
| Países Bajos (Album Top 100)            | 51            |
| Finlandia (Suomen Virallinen Lista)     | 6             |
| Alemania (Media Control Charts)         | 1             |
| Hungría (MAHASZ)                        | 23            |
| Italia (FIMI)                           | 39            |
| Noruega (VG-lista)                      | 22            |
| Polonia (ZPAV)                          | 39            |
| España (PROMUSICAE)                     | 21            |
| Suecia (Sverigetopplistan)              | 7             |
| Suiza (Schweizer Hitparade)             | 3             |
| Reino Unido (UK Albums Chart)           | 4             |
| Lista no reconocida: Estados Unidos\|47 |               |